# El Programa de Erfurt
El Programa de Erfurt (en alemán: Das Erfurter Programm in seinem grundsätzlichen Theil erläutert von Karl Kautsky), es un manifiesto encargado por la Partido Socialdemócrata de Alemania a Karl Kautsky como un comentario al Programa de Erfurt publicado por primera vez en Stuttgart en 1892. En él se consideraba el desarrollo de un partido obrero de masas como consecuencia del desarrollo del capitalismo y aboga el parlamentarismo "el instrumento más poderoso que tenemos para levantar al proletariado de su situación económica social y moral".

Se trata de uno de los tratados políticos más influyentes de la historia y sigue siendo considerado el texto seminal (y popular) del marxismo ortodoxo y de la Segunda Internacional.
En Europa occidental la actividad de los socialistas se basaba en su mayor parte sobre esta perspectiva durante los 40 años anteriores a la Primera Guerra Mundial. No sólo eso, durante esta época no hubo respuesta teórica alguna desde la izquierda.
El historiador Donald Sassoon escribió que "se convirtió en uno de los textos más leídos de los activistas socialistas en toda Europa" y el comentario de Kautsky "fue traducido a dieciséis idiomas antes de 1914 y se convirtió en la suma popular aceptada del marxismo" en todo el mundo. Fue traducido por primera vez al inglés por Daniel de León en 1894 y una adaptación publicada en The People (periódico del Partido Socialista Laborista) en Nueva York. En 1894, Lenin lo tradujo al ruso durante su exilio en Ginebra.
El autor Lars T. Lih acuñó el término erfurtianismo para describir los puntos de vista políticos expuestos en el libro de Kautsky.